# Castelinho do Alto da Bronze

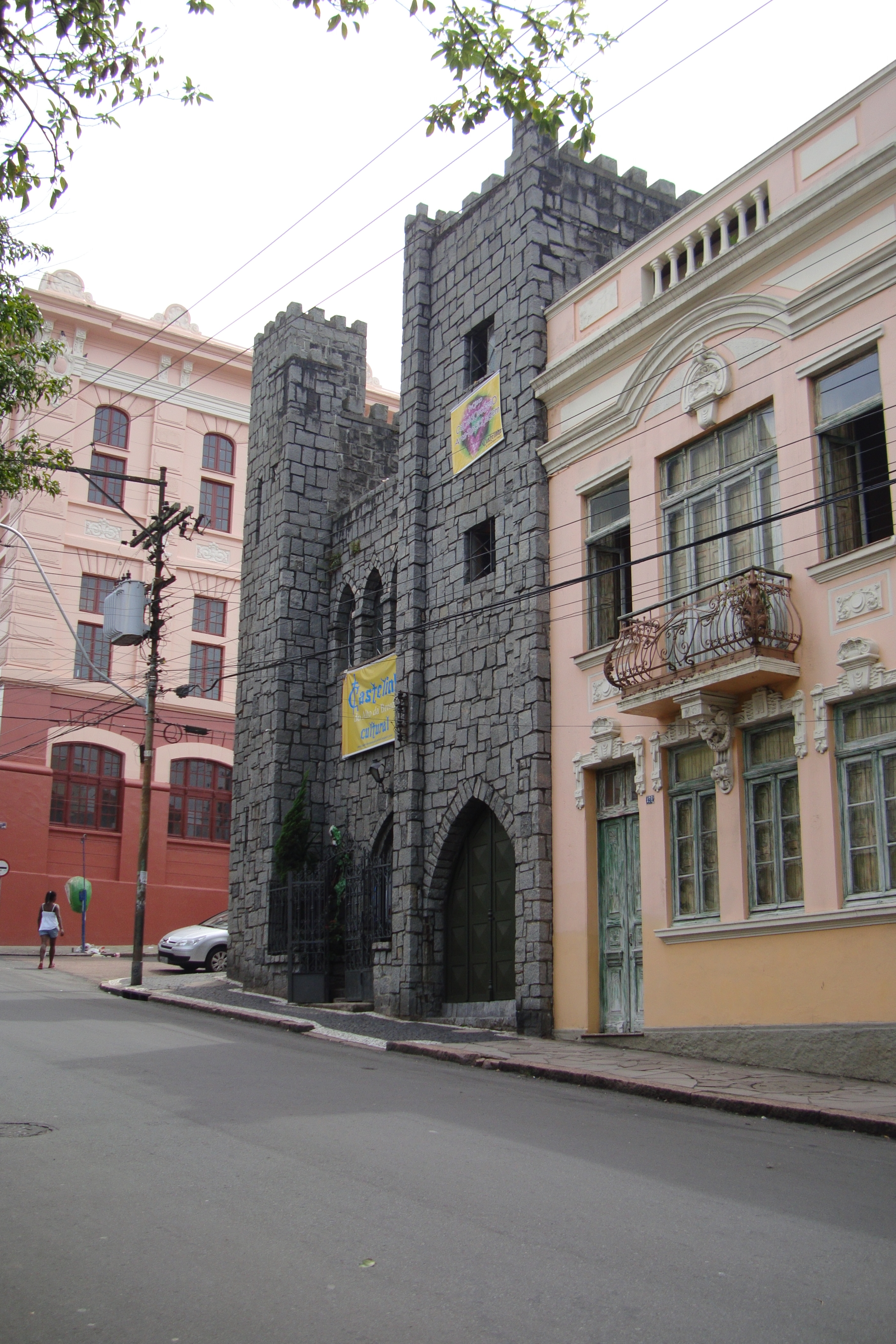
Castelinho do Alto da Bronze

O Castelinho do Alto da Bronze é uma estranha edificação localizada no centro histórico de Porto Alegre, capital do estado do Rio Grande do Sul, no cruzamento da Rua Fernando Machado com a Rua General Vasco Alves. O nome Alto da Bronze deve-se à proximidade entre o prédio e a Praça General Osório, antes conhecida como Alto da Bronze.
O prédio é um bizarro exemplar da arquitetura medieval, com paredões de pedra e janelas em estilo gótico, mesclado com torres e grades dentadas, e foi construído no fim dos anos 1940, mais especificamente em 1948, a pedido do político Carlos Eurico Gomes para viver com sua amante, uma jovem de 18 anos, desquitada e mãe de um garoto. Ele era aficionado por edificações medievais construídas em pedra e solicitou esta construção após pesquisas de castelos de séculos passados. 
Ele era, na época, do Partido Social Democrático (PSD) e casado com Ruth Caldas, irmã do proprietário do jornal Correio do Povo. Quando a traição foi descoberta, ele separou-se de Ruth para morar com a jovem 22 anos mais nova. Para a época isso foi um escândalo. Eurico e sua amante foram morar juntos no castelinho durante quatro anos. Ele era extremamente ciumento e, segundo reza a lenda, ela ficava no terceiro andar sem poder descer e nem se aproximar das janelas, como uma prisioneira.  Essa história acabou virando livro, contada em "A Prisioneira do Castelinho do Alto da Bronze", escrita pelo jornalista Juremir Machado da Silva a partir do próprio relato da prisioneira. Depois de alguns anos ela teria fugido do castelo, após suposta ameaça de morte. Após sua separação, o castelinho ficou para o político e sua nova esposa, Nélida.
Nos anos 50 ali funcionou uma boate e, atualmente, abriga um espaço cultural, que integra expressões fotográficas, teatrais e de artes plásticas em oficinas e ateliês, além de exposições de artes, saraus literários e apresentações musicais e cênicas.

## Referência bibliográfica
- da Silva, Juremir Machado.A Prisioneira do Castelinho do Alto da Bronze. Artes & Ofícios, 1993[8]